# High Standard HDM
High Standard HDM — американский самозарядный пистолет с интегрированным глушителем, созданный в 1943 году для нужд армии США и OSS (Управление стратегических служб), а позже ЦРУ и американского спецназа  .

## Основные параметры
- Калибр: 5,6 мм (.22 Long Rifle)
- Масса без патронов: 1360 г
- Длина: 350 мм
- Длина ствола: 171 мм
- Ёмкость магазина: 8 или 10 патронов

## Описание
Во время Второй мировой войны армии США требовался компактный пистолет с возможностью бесшумной стрельбы. У англичан подобное оружие уже было, у американцев - нет. Поэтому срочно требовался пистолет с глушителем. За базу были взяты два образца оружия: собственно Welrod и Colt M1911A1. Но остро встал вопрос отдачи. У патрона .45 калибра она была слишком высока. Поэтому за базу взяли патрон калибра .22 Long Rifle. Но остро встал ещё один вопрос. Пуля .22 имела низкую пробивную и убойную силу, поэтому её сделали полностью металлической. Пистолет был выполнен в самозарядном варианте, а магазин благодаря использованию малокалиберного патрона был увеличен до 8 либо 10 патронов. В таком виде пистолет и приняли на вооружение. Глава OSS Билл Донован продемонстрировал пистолет президенту Франклину Рузвельту в Овальном кабинете. Он по-прежнему находится в запасах США, в том числе ЦРУ и американских морских пехотинцев.
Использовался High Standard HDM во время ВМВ и позже, так как был найден в выкладке сбитого в 1960 году Гэри Пауэрса. Также ходят слухи, что в 1991 году часть этих тогда безнадёжно устаревших пистолетов использовалась во время войны.